# باد زاولغاو
باد زوالغوا (بالألمانية: Bad Saulgau) هي بلدة، الحمامات الطبية، location with spa، مدينة وبلدة ألمانية تقع في ألمانيا في بادن-فورتمبيرغ. يقدر عدد سكانها بـ 17,604 نسمة .

## المدن التوأمة
مدن Chalais وHimmelberg هي مدن توأمة لـباد زوالغوا.

## أعلام
- ستيفان باك
- تاتيانا ماريا
- مايكل فون تشونغ